# Colle Palasina
Il Colle Palasina - in francese, Col de Palasinaz (2.668 m s.l.m.) - è un valico delle Alpi Pennine, situato in Valle d'Aosta tra i comuni di Brusson e di Ayas.

## Caratteristiche

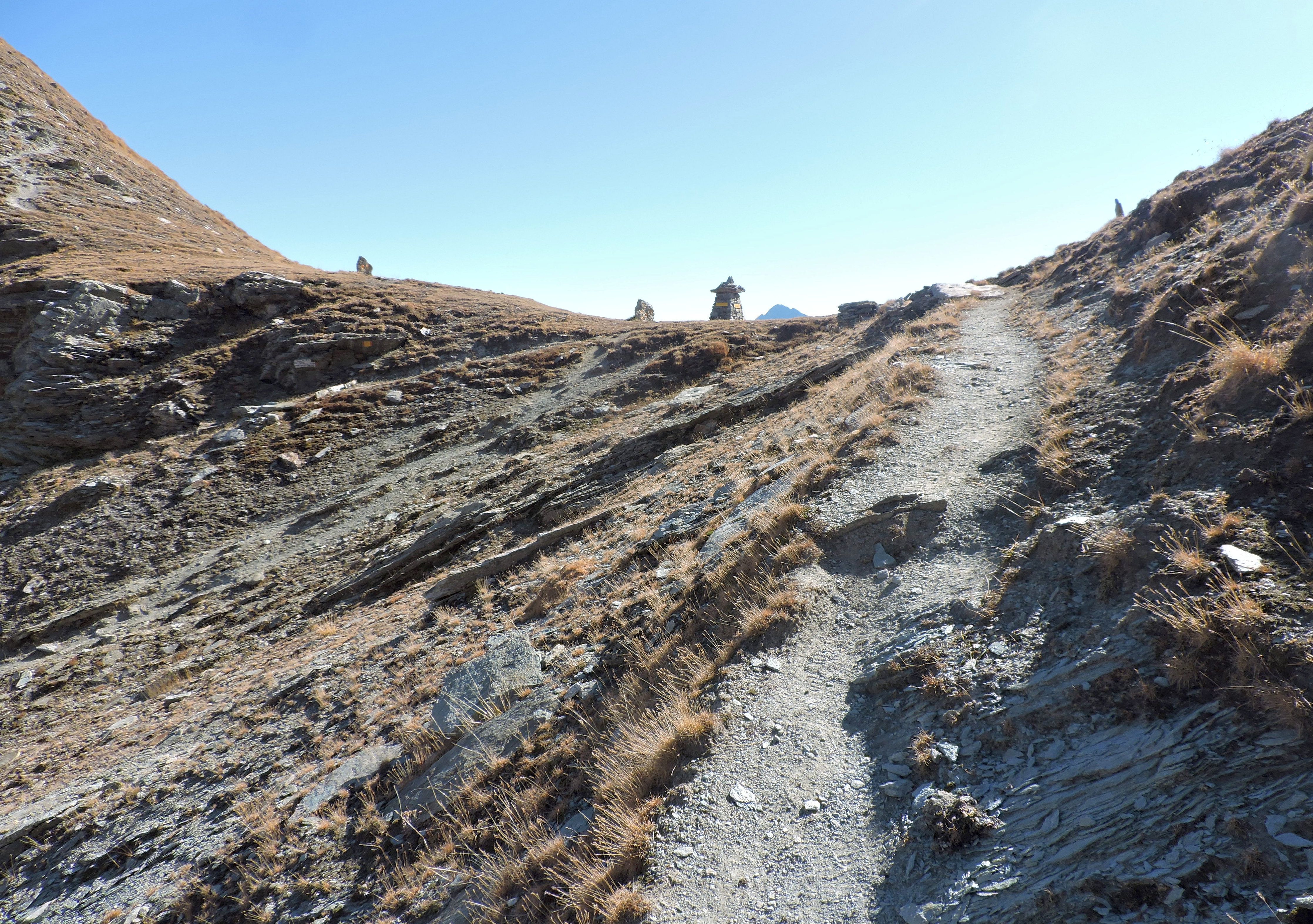
Il colle visto da nord

Il valico si apre tra la punta Palasina (a est) e la punta del Lago (a ovest). Si trova in Val d'Ayas lungo la cresta che staccandosi dallo spartiacque Ayas/Lys in corrispondenza del Corno Vitello prosegue fino al Corno Bussola e si abbassa infine su Extrepierre, frazione di Brusson. Tale cresta a sud forma il vallone di Estoul, frazione di Brusson, e a nord il vallone di Mascognaz, frazione di Ayas. 
Dalla colle si gode di un buon panorama, in particolare sulle principali cime del Monte Rosa.

## Toponimo
Secondo la pronuncia del patois valdostano, il nome "Palasinaz" va pronunciato omettendo la "z" finale, quindi "Palasìna", come per molti altri toponimi e cognomi valdostani e delle regioni limitrofe (la Savoia, l'Alta Savoia e il Vallese).

Questa particolarità, che si discosta dalle regole di pronuncia della lingua francese standard, risale a uno svolazzo che i redattori dei registri del regno di Piemonte-Sardegna erano soliti aggiungere alla fine dei toponimi o dei nomi da pronunciare come dei parossitoni, cioè con l'accento sulla penultima sillaba, molto diffuso in francoprovenzale. In seguito, questo piccolo segno è stato assimilato a una zeta, e spesso viene erroneamente pronunciato, sia dagli italofoni che dai francofoni.

## Accesso al colle
Si può raggiungere il colle partendo dal Rifugio Arp o dal vallone di Mascognaz. Il valico è inoltre attraversato dal sentiero 3D, che collega il Corno Vitello con il Corno Bussola. La salita al colle è considerata di difficoltà E, mentre la traversata di cresta è adatta agli escursionisti esperti (difficoltà EE).